# Letonia en los Juegos Olímpicos de Barcelona 1992
Letonia estuvo representada en los Juegos Olímpicos de Barcelona 1992 por un total de 34 deportistas que compitieron en 13 deportes.  
El portador de la bandera en la ceremonia de apertura fue el halterófilo Raimonds Bergmanis.

## Medallistas
El equipo olímpico letón obtuvo las siguientes medallas:
| Nombre            | Deporte          | Competición                    |
| ----------------- | ---------------- | ------------------------------ |
| Oro               |                  |                                |
| —                 |                  |                                |
| Plata             |                  |                                |
| Ivans Klementjevs | Piragüismo       | C1 1000 m M                    |
| Afanasijs Kuzmins | Tiro             | Pistola rápida de fuego 25 m M |
| Bronce            |                  |                                |
| Dainis Ozols      | Ciclismo en ruta | Ruta M                         |